# 해리엣 더 스파이: 블로그 워즈
《해리엣 더 스파이: 블로그 워즈》(Harriet The Spy: Blog Wars)는 캐나다에서 제작된 론 올리버 감독의 2010년 가족 영화이다. 제니퍼 스톤 등이 주연으로 출연하였고 캐나다에서는 2010년 3월 19일 무비 센트럴과 더 무비 네트워크를 통해 초연되었다. 미국에서는 2010년 3월 26일 디즈니 채널을 통해 상영되었다. 책 Harriet the Spy를 각색한 작품이다. 조나단 해킷 등이 제작에 참여하였다.

## 출연

### 주연
- 제니퍼 스톤
- 크리스틴 부스

### 조연
- 웨슬리 모건
- 더그 머레이
- 슈어나 맥도널드
- 제이슨 블리커
- 제인 이스트우드
- 알렉산더 콘티
- 버네사 모건
- 에이슬린 폴
- 대니 스미스
- 크레이그 브라운
- 마틴 로치
- 매튜 에디슨
- 아난드 라자람
- 트로이 리델
- 크리스티 앵거스
- 애덤 척릭
- 이산 모리스
- 앤 턴불
- 피터 무니

## 기타
- 원작자: 루이즈 피츠허그
- 미술: 개빈 밋첼
- 세트: 캐롤 라보이
- 의상: 조안느 핸슨
- 배역: 스테파니 고린